# شهرستان اینگام (میشیگان)
شهرستان اینگام، میشیگان (به انگلیسی: Ingham County, Michigan) یک سکونتگاه مسکونی در ایالات متحده آمریکا است که در میشیگان واقع شده‌است.